# Копылов, Виктор Ефимович
Виктор Ефимович Копылов (24 февраля 1932, с. Черноисточинск, Уральская область — 9 марта 2019) — советский, российский учёный; доктор технических наук, профессор; ректор Тюменского индустриального института (1973—1986).

## Биография
В 1954 г. окончил Свердловский горный институт по специальности «бурение нефтяных и газовых скважин», затем работал ассистентом в том же институте. В 1956—1963 гг. работал в Уральском геологическом управлении (Свердловск) — буровым мастером, инженером, начальником геологической партии. В 1963—1964 гг. — доцент кафедры техники разведки Свердловского горного института.
С 1964 г. преподаёт в Тюменском индустриальном институте: доцент, заведующий кафедрой бурения нефтяных и газовых скважин, декан нефтегазопромыслового факультета, проректор по научной работе, ректор (1973—1986), профессор кафедры бурения скважин и гидрогеологии (1986—1988), профессор кафедры гидрогеологии и инженерной геологии (с 1988 г.).
Создал музей истории науки и техники Зауралья при Тюменском нефтегазовом университете (1983). В нём, помимо экспозиции ракетной и авиационной техники, проходят выставки, посвящённые М. В. Ломоносову (к 300-летию со дня рождения), Д. И. Менделееву, Г. Стеллеру, Н. Н. Ростовцеву и И. В. Лебедеву (к 100-летию со дня рождения), А. Н. Косухину и др. Музей, руководимый Копыловым — лауреат Всероссийского конкурса вузовских музеев России (2011, 3-е место из 167 участников). В. Е. Копылов — инициатор установки мемориальных досок Д. И. Менделееву, С. О. Макарову, А. С. Попову, А. Н. Косухину, авиационно-планерному заводу (1941—1945) и памятного знака Г. Стеллеру в г. Тюмени.
Член научно-редакционного совета «Большой Тюменской энциклопедии» (2004 год), редакционных коллегий сборников трудов и научно-технических журналов («Нефть и газ. Известия вузов», Баку; «Нефтяная техническая кибернетика», Баку; «Проблемы нефти и газа Тюмени», Тюмень; «Бурение нефтяных и газовых скважин», Уфа; «Сибирское богатство», Тюмень; и др.).

### Семья
Отец — Ефим Спиридонович Копылов (1909—1995), рабочий, участник Великой Отечественной войны.
Мать — Нина Ивановна, урождённая Рябинина (1910—1970), работала паспортисткой.
Жена — Маргарита Евсеевна (урождённая Нестерова), кандидат филологических наук, профессор, заведующая кафедрой иностранных языков Тюменского нефтегазового университета.
Дети:
- Евгений (1956—1994) — кандидат биологических наук,
- Марина (в замужестве Ефимова) — врач-кардиолог.

## Научная деятельность
Область научных исследований — технология бурения скважин, история науки и техники. В 1962 г. защитил кандидатскую, в 1970 г. — докторскую диссертацию.
Первым в мире предложил использовать тепловые трубы для охлаждения породоразрушающего инструмента при сверхглубоком бурении, а также при бурении скважин в вакууме на поверхности космических тел, где обычная технология бурения неприемлема.
Организатор единственной в те годы в Сибири кафедры бурения нефтяных и газовых скважин (1966), основатель сибирской школы инженеров-нефтяников по бурению.
Автор более 700 научных трудов, в том числе 27 монографий, шести изобретений. Редактор сборников научных трудов.

## Краеведческая деятельность
Автор краеведческих книг:
- Д. И. Менделеев и Зауралье. — Тюмень, 1986.
- Тюмень глазами художника, фотографа, путешественника XVII—XX веков. — М., 1998
- Копылов В. Е. Окрик памяти (История Тюменского края глазами инженера). Книга первая. — Тюмень: Издательская фирма «Слово», 2000. — 336 с. — ISBN 5-93030-034-8.
- Копылов В. Е. Окрик памяти (История Тюменского края глазами инженера). Книга вторая. — Тюмень: Издательская фирма «Слово», 2001. — 352 с. — ISBN 5-93030-035-6.
- Копылов В. Е. Окрик памяти (История Тюменского края глазами инженера). Книга третья. — Тюмень: Издательская фирма «Слово», 2002. — 368 с. — ISBN 5-93030-051-8.
- Копылов В. Е. Окрик памяти (История Тюменского края глазами инженера). Книга четвёртая. — Тюмень: Издательский дом «Слово», 2005. — 440 с. — ISBN 5-93030-079-8.
- Копылов В. Е. Окрик памяти (История Тюменского края глазами инженера). Книга пятая. — Тюмень: Издательский дом «Слово», 2009. — 824 с. — ISBN 5-93030-092-5.

## Награды и признание
- орден «Знак Почёта» (1968)
- медаль «За доблестный труд. В ознаменование 100-летия со дня рождения В. И. Ленина» (1970)
- орден Трудового Красного Знамени (1976)
- заслуженный деятель науки и техники РСФСР (1982)
- медаль «Ветеран труда» (1983)
- почётный гражданин города Тюмени (1999)[4]
- почётный нефтяник (2001)
- Почётная грамота Тюменской областной думы (2002)[5]
- почётный работник топливно-энергетического комплекса (2006)
- медаль «95 лет со дня рождения В. И. Муравленко» (2007)
- почётный нефтегазостроитель (2007)
- почётный нефтяник Тюменской области (2009)
- медаль «175 лет со дня рождения Д. И. Менделеева» (2010)
- член-корреспондент РАЕ (2011)
- «Медаль им. академика В. И. Вернадского» (2011)
- заслуженный деятель науки и образования (2011)
- нагрудный знак и дипломом «Золотая кафедра России» из серии «Золотой фонд отечественной науки» (2011).